# سیارک ۱۵۶۲۱
سیارک ۱۵۶۲۱ (به انگلیسی: 15621 Erikhovland، نامگذاری:2000HO20) پانزده هزار و ششصد و بیست و یکمین سیارک کشف شده‌است که در ۲۹ آوریل ۲۰۰۰ کشف شد.
قدر مطلق سیارک برابر ۱۲٫۶۰ است.